# Сантос до Насименто, Рамирес
Рами́рес Са́нтос ду Насиме́нту (порт. Ramires Santos do Nascimento; родился 24 марта 1987 года, в Рио-де-Жанейро, Бразилия) — бразильский футболист, полузащитник. Выступал в сборной Бразилии.

## Клубная карьера

### «Жоинвиль»
Рамирес воспитанник клуба «Жоинвиль», в котором он дебютировал в 2004 году. В июне 2007 года Рамирес перешёл в клуб «Крузейро», заплативший за трансфер игрока 350 тыс. долларов. Уже в первом же сезоне Доривал Жуниор, главный тренер «Крузейро», доверил место диспетчера Рамиресу, который оправдал надежды, возложенные на него, став лидером команды, чаще ассистируя партнёрам, однако Рамирес и забивал, в частности, он принёс победу своей команды в дерби с «Атлетико Минейро».

### «Крузейро»
Но наилучшим сезоном Рамиреса в «Крузейро» стал 2008 год, когда игрок стал лучшим бомбардиром своей команды в Кубке Либертадорес, а на внутренней арене «блистал» не менее ярко, получив серебряный мяч лучшего игрока выступающего на месте атакующего полузащитника в чемпионате Бразилии, опередив в опросе Алекса. В начале 2009 года Рамирес был одним из лучших игроков бразильского первенства, а болельщики даже прозвали его «кенийцем» за неутомимость, манеру и скорость бега, а за своеобразное движение ногами при дриблинге он получил прозвище «кролик», болельщики даже посвятили Рамиресу песню под названием «Воин Рамирес».

### «Бенфика»
20 марта 2009 года Рамирес подписал контракт с португальской «Бенфикой», заплатившей за трансфер футболиста 7,5 млн евро Футболист также входил в сферу интересов российского ЦСКА, однако никаких реальных шагов по его покупке армейцы не предпринимали. Рамирес дебютировал в составе «Бенфики» в матче с клубом «Витория Гимарайнш» и сразу же забил гол. Всего он провёл за клуб 26 матчей и забил 4 мяча.

### «Челси»
5 августа 2010 года Рамирес достиг договорённости о переходе в английский клуб «Челси», заплативший за трансфер полузащитника 22 млн евро. 13 августа Рамирес подписал контракт с «Челси» на 4 года. Он сказал:

Любой футболист в мире был бы рад играть за «Челси», для меня это отличная возможность, которую мне дали, я сделаю все, чтобы не упустить свой шанс, я очень счастлив. Даже просто мысль о том, что я буду носить футболку «Челси», кажется мне мечтой, ставшей реальностью. Я знаю, что это сильная лига, где большая конкуренция, я надеюсь, я смогу адаптироваться быстро, и постараюсь сделать все, что могу, уверен, все будет хорошо.

В составе «Челси» Рамирес дебютировал 28 августа 2010 года в домашнем матче на стадионе «Стэмфорд Бридж» против клуба «Сток Сити», выйдя на замену во втором тайме. В сезоне 2010/2011 забил гол сезона по версии футболистов «Челси». Он забил этот гол в ворота «Манчестер Сити» и помог победить своей команде со счетом 2:0. Всего он сыграл 41 матч и забил 2 гола.
Сезон 2011/2012 считается одним из лучших в составе Челси. Он отыграл 47 матчей и забил в них 12 голов. Рамирес сделал важный вклад в победе «Челси» в Лиге чемпионов, особенно выделяется два его матча в полуфинале Лиги Чемпионов против «Барселоны». В первом матче Рамирес, приняв проникающую передачу от Фрэнка Лэмпарда, отдал голевую передачу на Дидье Дрогба. «Челси» забил в дополнительное время и в итоге этот мяч станет единственным в той игре. Во втором полуфинальном матче Рамирес забил один из лучших голов в Лиге Чемпионов. К 45 минуте Рамирес получил жёлтую карточку и он стал дисквалифицированным на следующий матч. «Челси» вдесятером проигрывал 2:0 «Барселоне». В компенсированном к первому тайму времени, Рамирес сделал невероятно быстрый рывок. В той игре он играл правого защитника и получив отличную передачу от того же Фрэнка Лэмпарда, Рамирес в касание перебросил голкипера «Барселоны». Счет стал 2:1 и «Челси» по правилу выездного гола выходил в финал турнира. Этот гол был очень важным, потому что после перерыва «Барселона» могла продолжить разгром, но гол Рамиреса помог Челси перегруппироваться и в итоге выйти финал Лиги чемпионов. Матч окончился со счетом 2:2. Хоть в финале Лиги Чемпионов Рамирес не играл, но он безусловно заслужил свою медаль. В финале Кубка Англии 2012 года против «Ливерпуля», Рамирес забил быстрый гол, который помог «Челси» контролировать игру и выиграть матч со счетом 2:1.
Сезон 2012/13 Рамирес играл с переменными успехом, потому что он сидел на скамейке запасных. Но все равно он сыграл в 69 матчах и забил 9 мячей и показал, что ещё способен на большее. Сезон 2013/14 стал для Рамиреса переменным. В клуб вернулся Жозе Моуринью и он предпочитал, чтобы Рамирес играл больше в обороне. В том сезоне «Челси» ничего не выиграл. В сезоне 2014/15 Рамирес не был игроком основы, но помогал Челси «сушить игру» в важных матчах. Он сыграл 34 матча и забил 4 гола. Гол в ворота «Лестер Сити» стал одним из лучших голов, забитым Рамиресом.
Сезон 2015/16 стал для Рамиреса последним в «Челси». Он отыграл 21 игру и забил 3 мяча. Два из них были забиты в матче против «Ньюкасла», когда Рамирес вышел за 20 минут до конца матча и помог Челси вернуться в игру. Матч закончился со счетом 2:2.

### «Цзянсу Сайнти»
27 января 2016 года Рамирес подвел черту в своей карьере футболиста «Челси», перейдя в китайский клуб «Цзянсу Сайнти» за 25 миллионов фунтов.

### «Палмейрас»
В 2019 году вернулся в Бразилию, подписав контракт с «Палмейрасом». В 2020 году помог своей команде стать чемпионом штата. В розыгрыше Кубка Либертадорес 2020 сыграл в семи матчах. В ноябре игрок и клуб разорвали контракт по взаимному согласию. В январе «Палмейрас» стал обладателем Кубка Либертадорес.

## Международная карьера
В 2008 году Рамирес, в составе сборной Бразилии поехал на Олимпиаду, заменив травмированного Робиньо, но там он играл, в основном, выходя на замену.
В 2010 году Рамирес в составе сборной играл на чемпионате мира. Там он провёл 4 первые игры своей команды, но только в матче с Чили вышел на поле в стартовом составе. В пятой игре, с Голландией, полузащитник не выступал из-за дисквалификации; в этом матче бразильцы проиграли и выбыли из турнира.

## Статистика выступлений

### Клубная статистика
| Выступление      | Выступление      | Выступление      | Лига | Лига | Кубок страны | Кубок страны | Кубок лиги | Кубок лиги | Еврокубки | Еврокубки | Прочие | Прочие | Итого | Итого |
| Клуб             | Лига             | Сезон            | Игры | Голы | Игры         | Голы         | Игры       | Голы       | Игры      | Голы      | Игры   | Голы   | Игры  | Голы  |
| ---------------- | ---------------- | ---------------- | ---- | ---- | ------------ | ------------ | ---------- | ---------- | --------- | --------- | ------ | ------ | ----- | ----- |
| Жоинвиль         | Серия A          | 2006             | 14   | 3    | 0            | 0            | 0          | 0          | 0         | 0         | 0      | 0      | 14    | 3     |
| Жоинвиль         | Итого            | Итого            | 14   | 3    | 0            | 0            | 0          | 0          | 0         | 0         | 0      | 0      | 14    | 3     |
| Крузейро         | Серия A          | 2007             | 32   | 5    | 0            | 0            | 0          | 0          | 2         | 0         | 0      | 0      | 34    | 5     |
| Крузейро         | Серия A          | 2008             | 25   | 6    | 0            | 0            | 0          | 0          | 11        | 5         | 0      | 0      | 36    | 11    |
| Крузейро         | Серия A          | 2009             | 4    | 1    | 0            | 0            | 0          | 0          | 11        | 1         | 0      | 0      | 15    | 2     |
| Крузейро         | Итого            | Итого            | 75   | 15   | 0            | 0            | 0          | 0          | 24        | 6         | 0      | 0      | 99    | 21    |
| Бенфика          | Примейра         | 2009/10          | 26   | 4    | 1            | 0            | 4          | 1          | 12        | 0         | 0      | 0      | 43    | 5     |
| Бенфика          | Итого            | Итого            | 26   | 4    | 1            | 0            | 4          | 1          | 12        | 0         | 0      | 0      | 43    | 5     |
| Челси            | Премьер-лига     | 2010/11          | 29   | 2    | 3            | 0            | 1          | 0          | 8         | 0         | 0      | 0      | 41    | 2     |
| Челси            | Премьер-лига     | 2011/12          | 30   | 5    | 6            | 4            | 1          | 0          | 10        | 3         | 0      | 0      | 47    | 12    |
| Челси            | Премьер-лига     | 2012/13          | 35   | 5    | 6            | 2            | 4          | 1          | 14        | 1         | 3      | 0      | 62    | 9     |
| Челси            | Премьер-лига     | 2013/14          | 30   | 1    | 3            | 0            | 2          | 1          | 10        | 2         | 1      | 0      | 46    | 4     |
| Челси            | Премьер-лига     | 2014/15          | 23   | 2    | 2            | 1            | 3          | 0          | 6         | 1         | 0      | 0      | 34    | 4     |
| Челси            | Премьер-лига     | 2015/16          | 12   | 2    | 1            | 0            | 2          | 1          | 5         | 0         | 1      | 0      | 21    | 3     |
| Челси            | Итого            | Итого            | 159  | 17   | 21           | 7            | 13         | 3          | 53        | 7         | 5      | 0      | 251   | 34    |
| Цзянсу Сайнти    | Высшая лига      | 2016             | 26   | 4    | 6            | 1            | 0          | 0          | 5         | 0         | 1      | 0      | 38    | 5     |
| Цзянсу Сайнти    | Высшая лига      | 2017             | 23   | 7    | 3            | 1            | 0          | 0          | 7         | 4         | 1      | 0      | 34    | 12    |
| Цзянсу Сайнти    | Высшая лига      | 2018             | 0    | 0    | 1            | 0            | 0          | 0          | 0         | 0         | 0      | 0      | 1     | 0     |
| Цзянсу Сайнти    | Итого            | Итого            | 49   | 11   | 10           | 2            | 0          | 0          | 12        | 4         | 2      | 0      | 73    | 17    |
| Крузейро         | Серия A          | 2019             | 6    | 0    | 0            | 0            | 0          | 0          | 0         | 0         | 0      | 0      | 6     | 0     |
| Крузейро         | Серия A          | 2020             | 27   | 1    | 3            | 0            | 0          | 0          | 7         | 0         | 0      | 0      | 37    | 1     |
| Крузейро         | Итого            | Итого            | 33   | 1    | 3            | 0            | 0          | 0          | 7         | 0         | 0      | 0      | 43    | 1     |
| Всего за карьеру | Всего за карьеру | Всего за карьеру | 342  | 48   | 35           | 9            | 17         | 4          | 108       | 17        | 7      | 0      | 509   | 78    |

### Международная статистика
| Сборная          | Сезон            | Товарищеские | Товарищеские | Турниры | Турниры | Всего | Всего |
| Сборная          | Сезон            | Игры         | Голы         | Игры    | Голы    | Игры  | Голы  |
| ---------------- | ---------------- | ------------ | ------------ | ------- | ------- | ----- | ----- |
| Бразилия         | 2009             | 0            | 0            | 10      | 0       | 10    | 0     |
| Бразилия         | 2010             | 6            | 2            | 4       | 0       | 10    | 2     |
| Бразилия         | 2011             | 3            | 0            | 4       | 0       | 7     | 0     |
| Бразилия         | 2012             | 6            | 1            | 0       | 0       | 6     | 1     |
| Бразилия         | 2013             | 7            | 1            | 0       | 0       | 7     | 1     |
| Бразилия         | 2014             | 4            | 0            | 7       | 0       | 11    | 0     |
| Всего за карьеру | Всего за карьеру | 26           | 4            | 25      | 0       | 51    | 4     |

### Матчи и голы за сборную
| №  | Дата             | Оппонент         | Счёт | Голы Рамиреса | Соревнование             |
| 1  | 6 июня 2009      | Уругвай          | 4:0  | —             | Отборочные матчи ЧМ-2010 |
| 2  | 10 июня 2009     | Парагвай         | 2:1  | —             | Отборочные матчи ЧМ-2010 |
| 3  | 15 июня 2009     | Египет           | 4:3  | —             | Кубок конфедераций 2009  |
| 4  | 18 июня 2009     | США              | 3:0  | —             | Кубок конфедераций 2009  |
| 5  | 21 июня 2009     | Италия           | 3:0  | —             | Кубок конфедераций 2009  |
| 6  | 25 июня 2009     | ЮАР              | 1:0  | —             | Кубок конфедераций 2009  |
| 7  | 28 июня 2009     | США              | 3:2  | —             | Кубок конфедераций 2009  |
| 8  | 5 сентября 2009  | Аргентина        | 3:1  | —             | Отборочные матчи ЧМ-2010 |
| 9  | 11 октября 2009  | Боливия          | 1:2  | —             | Отборочные матчи ЧМ-2010 |
| 10 | 14 октября 2009  | Венесуэла        | 0:0  | —             | Отборочные матчи ЧМ-2010 |
| 11 | 2 марта 2010     | Ирландия         | 2:0  | —             | Товарищеский матч        |
| 12 | 7 июня 2010      | Танзания         | 5:1  | 2             | Товарищеский матч        |
| 13 | 15 июня 2010     | КНДР             | 2:1  | —             | Финальные матчи ЧМ-2010  |
| 14 | 20 июня 2010     | Кот-д’Ивуар      | 3:1  | —             | Финальные матчи ЧМ-2010  |
| 15 | 25 июня 2010     | Португалия       | 0:0  | —             | Финальные матчи ЧМ-2010  |
| 16 | 25 июня 2010     | Чили             | 3:0  | —             | Финальные матчи ЧМ-2010  |
| 17 | 10 августа 2010  | США              | 2:0  | —             | Товарищеский матч        |
| 18 | 7 октября 2010   | Иран             | 3:0  | —             | Товарищеский матч        |
| 19 | 11 октября 2010  | Украина          | 2:0  | —             | Товарищеский матч        |
| 20 | 17 ноября 2010   | Аргентина        | 0:1  | —             | Товарищеский матч        |
| 21 | 27 марта 2011    | Шотландия        | 2:0  | —             | Товарищеский матч        |
| 22 | 4 июня 2011      | Нидерланды       | 0:0  | —             | Товарищеский матч        |
| 23 | 3 июля 2011      | Венесуэла        | 0:0  | —             | Финальные матчи КА-2011  |
| 24 | 9 июля 2011      | Парагвай         | 2:2  | —             | Финальные матчи КА-2011  |
| 25 | 13 июля 2011     | Эквадор          | 4:2  | —             | Финальные матчи КА-2011  |
| 26 | 17 июля 2011     | Парагвай         | 0:0  | —             | Финальные матчи КА-2011  |
| 27 | 10 августа 2011  | Германия         | 2:3  | —             | Финальные матчи КА-2011  |
| 28 | 15 августа 2012  | Швеция           | 3:0  | —             | Товарищеский матч        |
| 29 | 7 сентября 2012  | ЮАР              | 1:0  | —             | Товарищеский матч        |
| 30 | 10 сентября 2012 | Китай            | 8:0  | 1             | Товарищеский матч        |
| 31 | 11 октября 2012  | Ирак             | 6:0  | —             | Товарищеский матч        |
| 32 | 16 октября 2012  | Япония           | 4:0  | —             | Товарищеский матч        |
| 33 | 14 ноября 2012   | Колумбия         | 1:1  | —             | Товарищеский матч        |
| 34 | 6 февраля 2013   | Англия           | 1:2  | —             | Товарищеский матч        |
| 35 | 7 сентября 2013  | Австралия        | 6:0  | 1             | Товарищеский матч        |
| 36 | 10 сентября 2013 | Португалия       | 3:1  | —             | Товарищеский матч        |
| 37 | 12 октября 2013  | Республика Корея | 2:0  | —             | Товарищеский матч        |
| 38 | 15 октября 2013  | Замбия           | 2:0  | —             | Товарищеский матч        |
| 39 | 16 ноября 2013   | Гондурас         | 5:0  | —             | Товарищеский матч        |
| 40 | 19 ноября 2013   | Чили             | 2:1  | —             | Товарищеский матч        |
| 41 | 5 марта 2014     | ЮАР              | 5:0  | —             | Товарищеский матч        |
| 42 | 3 июня 2014      | Панама           | 4:0  | —             | Товарищеский матч        |
| 43 | 12 июня 2014     | Хорватия         | 3:1  | —             | Финальные матчи ЧМ-2014  |
| 44 | 17 июня 2014     | Мексика          | 0:0  | —             | Финальные матчи ЧМ-2014  |
| 45 | 23 июня 2014     | Камерун          | 4:1  | —             | Финальные матчи ЧМ-2014  |
| 46 | 28 июня 2014     | Чили             | 1:1  | —             | Финальные матчи ЧМ-2014  |
| 47 | 4 июля 2014      | Колумбия         | 2:1  | —             | Финальные матчи ЧМ-2014  |
| 48 | 8 июля 2014      | Германия         | 1:7  | —             | Финальные матчи ЧМ-2014  |
| 49 | 12 июля 2014     | Нидерланды       | 0:3  | —             | Финальные матчи ЧМ-2014  |
| 50 | 5 сентября 2014  | Колумбия         | 1:0  | —             | Товарищеский матч        |
| 51 | 9 сентября 2014  | Эквадор          | 1:0  | —             | Товарищеский матч        |

Итого: 51 матч / 4 гола; 36 побед, 9 ничьих, 6 поражений.

## Достижения

### Командные
«Палмейрас»
- Чемпион штата Сан-Паулу: 2020
- Обладатель Кубка Либертадорес: 2020

«Крузейро»
- Чемпион штата Минас-Жерайс (2): 2008, 2009

«Жоинвиль»
- Чемпион штата Санта-Катарина (2): 2005, 2006

«Бенфика»
- Чемпион Португалии: 2009/10
- Обладатель Кубка португальской лиги: 2009/10

«Челси»
- Чемпион Англии: 2014/15
- Обладатель Кубка Англии: 2012
- Обладатель Кубка Футбольной лиги: 2015
- Победитель Лиги чемпионов УЕФА: 2012
- Победитель Лиги Европы УЕФА: 2013

Сборная Бразилии
- Обладатель Кубка Конфедераций: 2009

### Личные
- Член символической сборной чемпионата штата Минас-Жерайс (2): 2008, 2009
- Обладатель «Серебряного мяча» Бразилии: 2008
- Игрок года по версии футболистов «Челси»: 2012
- Лучший гол сезона «Челси» (2): 2011, 2012